# Per Lasson
Per Lasson (egentlig Peder Carl Lasson) (18. april 1859 i Christiania - 6. juni 1883 på S/S Christiania undervejs fra Tyskland til Norge) var en norsk komponist.
Per Lasson blev født i en slægt af jurister og kunstnerisk begavede personer. Hans barndomshjem var et samlingspunkt for tidens malere, komponister og forfattere. Af hans ni søskende blev Oda (1860–1935) en kendt maler, gift maleren med Christian Krohg og Bokken (1871–1970) en fremtrædende kabaretkunstner. Søsteren Soffi blev gift med forfatteren Holger Drachmann.
Per Lasson var i hovedsagen autodidakt, men fik dog nogen undervisning af sin onkel, komponisten Bredo Lasson og enkelte timer i harmonilære hos Johan Svendsen. 
I overensstemmelse med familietraditionen påbegyndte Lasson jurastudier i Kristiania i 1876. I sommeren 1882 fik han en ondartet svulst i ganen. Han blev opereret i både Norge og Tyskland, men døde på hjemrejsen fra et kurophold i Tyskland.
Lassons musikalske forbilleder var tyske romantikere som Schumann, Brahms og Wagner.
Per Lasson kendes i dag især for sin klaverledsagelse til Bjørnstjerne Bjørnsons Over de høje Fjelde (Undrer mig paa), salonstykket Crescendo! og Grisemarchen (Festmarsch ved Ordenskapitlet i Studentersamfundet i Anledning H. M. Grisens 5te Fødselsdag d. 18de Marts 1882).